# Шварц, Евгений Львович
Евгений Львович Шварц (9 (21) октября 1896, Казань, Российская империя — 15 января 1958, Ленинград, СССР) — русский советский прозаик, сценарист, драматург, журналист и поэт.

## Биография

### Семья и ранние годы
Родился 9 (21) октября 1896 года в Казани. Отец, Лев Борисович Шварц (10 декабря 1874, Керчь — 1940), студент-медик (позже земский врач-хирург) из мещанской еврейской семьи, поселился в Казани после поступления в 1892 году в Императорский Казанский университет. Мать, Мария Фёдоровна Шелкова (1875—1942), слушательница акушерских курсов. Перед женитьбой отец принял православие, крещение состоялось в Михаило-Архангельской церкви 18 мая 1895 года.
Семья матери проживала в Рязани (дед Фёдор Ларин был цирюльником), семья отца — в Екатеринодаре (дед Берка Шварц, мастер по мебели, был хозяином мебельного магазина и мастерской).
В 1898 году по окончании университета отец получил распределение в город Дмитров, но почти сразу был арестован там за антиправительственную пропаганду. После полугодичного ареста в Дмитрове он был выслан из города, и на протяжении нескольких лет семья часто меняла места жительства (Дмитров, Армавир, Рязань, Екатеринодар, Ахтырская) пока (не позднее 1906 года) не осела в Майкопе (здесь отец служил врачом городской больницы и женской гимназии). В 1909—1911 годах отец работал врачом городской амбулатории в Баку (с 1909 года он называл себя Львом Васильевичем). «Отец — человек сильный и простой… Играл на скрипке. Пел. Рослый, стройный, красивый человек, он нравился женщинам и любил бывать на людях. Мать — много талантливее, по-русски сложная и замкнутая», — вспоминал о родителях писатель.
В детстве Евгений Шварц был крещён по православному обряду. В своём позднем дневнике он вспоминал, как в возрасте 7—8 лет, услышав антисемитские высказывания, не относил их к себе: «Так как я себя евреем не считаю… я не придаю сказанному ни малейшего значения. Просто пропускаю мимо ушей… При довольно развитом, нет — свыше меры развитом воображении я нисколько не удивлялся тому, что двоюродный брат мой еврей, а я русский. Видимо, основным я считал религию. Я православный, следовательно, русский. Вот и всё».

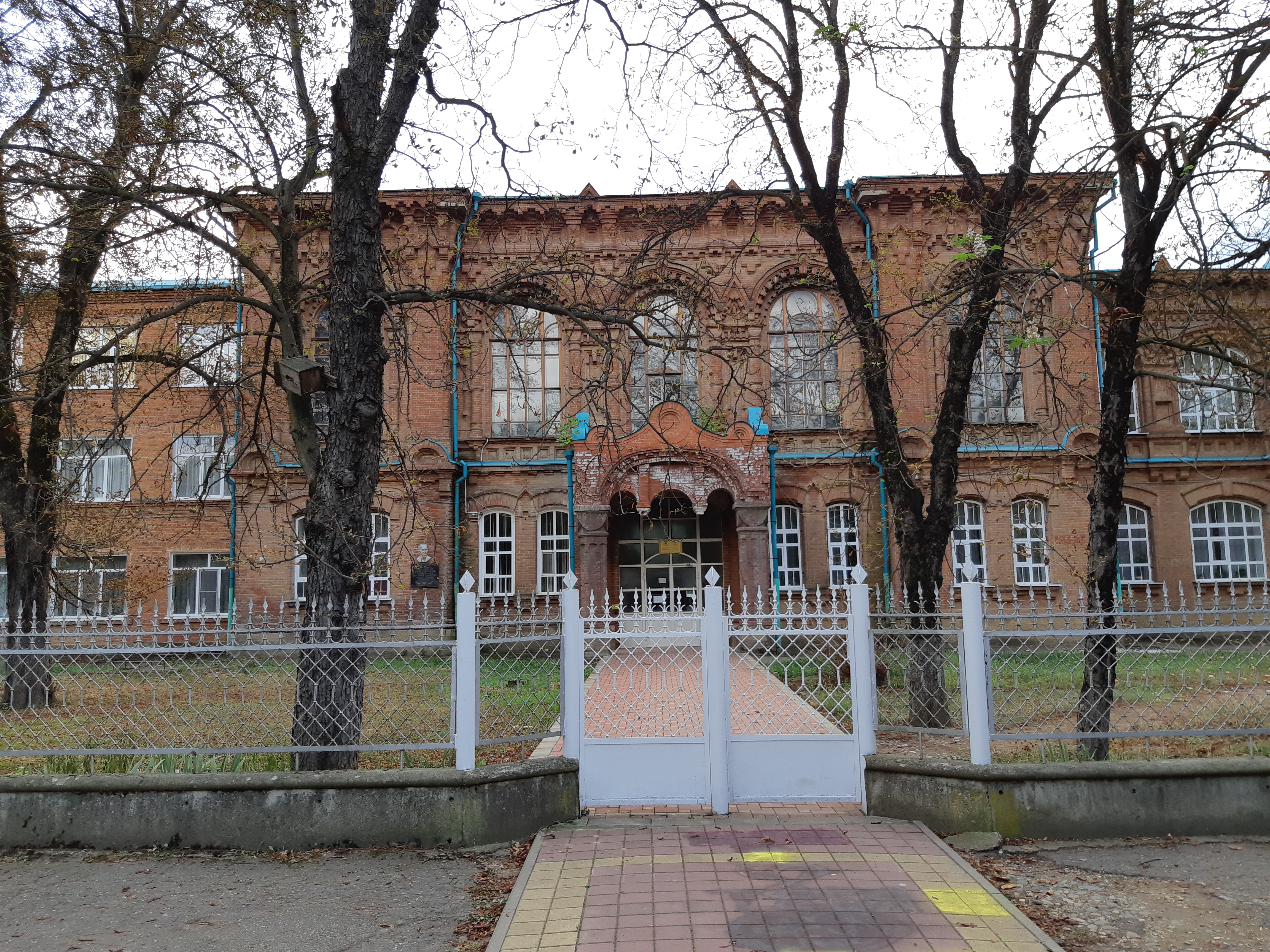
Здание бывшего реального училища, где учился Е. Шварц

Семья Шварц, Майкоп, 1915 год

Уже в 8 лет мальчик был уверен, что станет писателем. Впрочем, имея ужасный почерк, он стеснялся сочинять тексты и просто заполнял листы бумаги волнистыми линиями, имитируя рукопись. «Жил я сложно, а говорил и писал просто, даже не простовато, несамостоятельно, глупо. Раздражал учителей. А из родителей — особенно отца. У них решено уже было твёрдо, что из меня „ничего не выйдет“. И мама в азарте выговоров, точнее споров, потому что я всегда бессмысленно и безобразно огрызался на любое её замечание, несколько раз говаривала: „Такие люди, как ты вырастают неудачниками и кончают самоубийством“», — вспоминал писатель в своих дневниках.
После окончания реального училища в Майкопе (1913) учился на юридическом факультете Московского университета (1914—1916). Однако театр интересовал его больше профессии юриста, поэтому родительские деньги он тратил на билеты в цирк или оперу. К декабрю деньги кончились, и обнищавший студент в стоптанных ботинках вернулся к родителям в Майкоп. Вскоре его родители переехали в Екатеринодар, где жила семья отца.

### Военная служба и Гражданская война
Осенью 1916 года был призван в армию. В апреле 1917 года служил рядовым в запасном батальоне в Царицыне, откуда в августе 1917 года, как студент, был переведён в военное училище в Москву и зачислен юнкером, 5 октября произведён в прапорщики.
В начале 1918 года вернулся к родителям в Екатеринодар, где вступил в Кубанскую армию Покровского. В рядах кубанских частей принимал участие в боях против большевиков, 13 марта 1918 года оставил Екатеринодар и 27 марта присоединился к Добровольческой армии.
Участвовал в «Ледяном походе». Тремор рук, который Шварц ощущал всю жизнь, — последствия тяжёлой контузии, полученной при штурме Екатеринодара.

### В театре
После госпиталя был демобилизован и поступил в университет в Ростове-на-Дону, находившемся под контролем немцев, где начал работать в «Театральной мастерской» (1919), которую создал молодой режиссёр-экспериментатор Павел Вейсбрём. После занятия Ростова-на-Дону большевиками зимой 1920 года в мае того же года был мобилизован в армию и зачислен в политотдел Кавказского фронта РККА как актёр и театральный инструктор.
В 1920 году женился на актрисе Гаянэ Халайджиевой (по сцене Холодовой, 1898—1983), перед браком крестился в Армянскую апостольскую церковь. По воспоминаниям жены: «Регистрация нашего с Женей брака… состоялась 20 апреля (1920 г.) в Никольской армянской церкви. Для матери, и особенно для её братьев, брак дочери-армянки с евреем… был чем-то сверхъестественным, и потому они потребовали, чтобы Женя принял нашу веру. Женя к религии был равнодушен и согласился… И потом в паспорте у Шварца ещё долго стояло — армянин».
После демобилизации продолжал выступать с женой в труппе «Театральная мастерская». Однако гастроли труппы в голодной советской провинции не приносили никакого дохода, и 5 октября 1921 года по рекомендации Николая Гумилёва труппа переехала из Ростова-на-Дону в Петроград. Капитал членов труппы был обращён в подсолнечное масло, которое в бидонах было привезено в Петроград, так как деньги обесценивались каждый день и везти их с собой не имело смысла. К моменту прибытия труппы в Петроград Гумилёв уже был расстрелян ЧК, но 8 января 1922 года она дала первый спектакль, пьесу Гумилёва «Гондла». Весной 1922 года мастерская прекратила работу. Шварц с женой остались в Петрограде, подрабатывая скетчами в балаганных театрах. За вечер они получали два миллиона рублей, чего хватало на несколько бутербродов из чёрного хлеба с селёдкой.
Играл в небольших театрах (по мнению Николая Чуковского, не имея «никаких артистических дарований»). Работал продавцом в книжном магазине, грузил уголь в порту.
В это время Шварц познакомился с литературной группой «Серапионовы братья», стал писать фельетоны и стихотворные сатирические обозрения под псевдонимами «Щур», «Дед Сарай», «Домовой» и «Эдгар Пепо». В 1922—1923 годах работал секретарём у Корнея Чуковского. Быстро стал известен как блестящий рассказчик, импровизатор. Коллеги воспринимали его как человека, который пишет хуже, чем говорит.

### Литературная карьера
Писать начал в 1923 году, когда уехал на лето на Донбасс со своим другом Михаилом Слонимским. Обоих пригласили поработать в газете «Всероссийская кочегарка», выходившей в городе Бахмуте. Вначале Шварц лишь обрабатывал письма читателей, потом стал превращать их в небольшие рассказы под псевдонимом «Щур», которые стали набирать популярность у читателей. Выпускал литературное приложение к газете «Забой». В редакции газеты познакомился с Николаем Олейниковым, с которым впоследствии дружил и сотрудничал, через него сблизился с литературной группой ОБЭРИУ.
После возвращения из Донбасса, со второй половины 1924 по октябрь 1925 года Шварц работал ответственным секретарём журнала «Ленинград». Затем перешёл в созданное Львом Клячко издательство детской литературы «Радуга», где работал до 1928 года. В 1925—1931 годах одновременно работал в детском отделе Госиздата под руководством Самуила Маршака.
В 1924 году вышло первое детское произведение Шварца — «Рассказ старой балалайки», опубликованное в июльском номере детского альманаха «Воробей». С 1925 года Шварц стал постоянным сотрудником детских журналов «Ёж» и «Чиж», а первый его рассказ вышел отдельной книжкой. Позже были другие книги для детей, в том числе «Война Петрушки и Стёпки-растрёпки», «Лагерь», «Шарики».
21 сентября 1929 года Ленинградский ТЮЗ поставил первую пьесу Шварца — «Ундервуд». Публика приняла пьесу хорошо, но реакция Хармса и Маршака была холодной. «Слава нужна мне была не для того, чтобы почувствовать себя выше других, а чтобы почувствовать себя равным другим. Я, сделав то, что сделал, успокоился настолько, что опустил руки. Маршак удивлялся: „Я думал, что ты начнёшь писать книжку за книжкой, нельзя останавливаться!“» — вспоминал писатель в дневниках 1950-х годов. Шварц продолжает работать в драматургическом жанре. В Ленинградском ТЮЗе ставят его пьесы «Остров 5-К» (1932) и «Клад» (1933).
В 1930 году происходят перемены в семейной жизни писателя: он оставил первую жену и вступил в брак вторично — с Екатериной Ивановной Зильбер (урождённая Обух), с которой познакомился в мае 1928 года. Оба они на тот момент были в браке, однако расторгли брачные узы, чтобы быть вместе. «И я чудом ушёл из дому. И стал строить новый. И новее всего для меня стало счастье в любви. Я спешил домой, не веря себе. До тех дней я боялся дома, а тут стал любить его. Убегать домой, а не из дому», — писал об этом периоде Шварц. Второй жене Шварц посвятил впоследствии пьесу «Обыкновенное чудо». Его первая супруга Гаянэ стала прообразом мачехи из «Золушки».
Шварц работает много и плодотворно: сочиняет повести, рассказы, стихи, пьесы для детей и для взрослых, смешные подписи к рисункам в журналах «Ёж» и «Чиж», сатирические обозрения, либретто для балетов, репризы для цирка, кукольные пьесы для театра кукол Сергея Образцова, киносценарии.
К Шварцу пришла слава детского писателя. 1 июля 1934 года его приняли в Союз писателей СССР. После упразднения редакции детской литературы «Чиж» Шварц работает преимущественно в драматическом и сценарном жанре. Обычно терзающийся бытовыми мелочами Шварц проявляет твёрдость, когда дело идёт о принципах. Он отказался отречься от осуждённого друга, поэта-обэриута Николая Олейникова, и помогал семье арестованного товарища, поэта Николая Заболоцкого. На вопросы о литературной деятельности он обычно отвечал: «Пишу всё, кроме доносов». В 1940 году он написал пьесу «Тень», которая была запрещена сразу после премьеры.

### Во время войны
В начале Великой Отечественной войны Шварц хотел вступить в ополчение, но когда надо было расписаться в бумагах, военком увидел, какой у писателя тремор рук. Стрелять такими руками невозможно, поэтому в ополчение его не приняли. В блокадном Ленинграде Шварц выступает на призывных пунктах, пишет антигитлеровские сценки и пьесы для радио. На крыше писательского дома на канале Грибоедова они с женой дежурили: Евгений Львович гасил «зажигалки», а его жена Екатерина Ивановна устроила санитарный пункт для помощи раненым. «Если убьют, так уж вместе», — заявила она.
С июля по декабрь 1941 года Шварц был комментатором ленинградского радиоцентра. В августе 1941 года в Ленинградском театре комедии состоялась премьера написанной Шварцем совместно с М. М. Зощенко пьесы-памфлета «Под липами Берлина».
11 декабря 1941 года по решению исполкома Ленсовета Е. Л. Шварц с женой были на самолёте эвакуированы из Ленинграда и отправлены в Киров. При эвакуации лимит багажа составлял 10 кг на человека. Шварц взял с собой пишущую машинку, а дневники, которые вёл с юности, и рукописи — сжёг.
До июля 1943 года писатель работал заведующим литературной частью областного драматического театра. Написал пьесы: «Одна ночь» о защитниках Ленинграда и «Далёкий край» об эвакуированных детях (материалы собирал в Котельниче летом 1942 года в детском доме, эвакуированном из Ленинграда). Начал работать над пьесой «Дракон».
Когда в 1943 году Ленинградский театр Комедии был эвакуирован в Сталинабад, Шварц приехал туда и стал заведовать литературной частью этого театра. В мае 1944 года вместе с театром приехал в Москву, в августе там состоялась премьера «Дракона». Сразу после премьеры пьесу запретили, и при жизни автора она так и не была больше поставлена — запрет был снят лишь в 1962 году.

### Последний период
После войны он снова начал вести дневники, в которых наряду с заметками для пьес и событиями дня начинают появляться воспоминания. Из этих записей составилась «Телефонная книга» — почти 200 портретов современников, созданных на основе воспоминаний.
В первые послевоенные годы активно публикуются сказки Шварца, принимаются к постановке пьесы, по его киносценариям были сняты фильмы «Золушка (1947)» и «Первоклассница (1948)». 
Затем последовал перерыв, связанный с выдвинутыми в адрес Шварца обвинениями в «формализме» и «антипатриотизме». К 1955 году обвинения были сняты, возобновились публикации произведений, постановки пьес и киносценариев («Дон Кихот», «Марья Искусница»).
В этот период Шварц написал ещё несколько пьес, среди них «Обыкновенное чудо». Премьера этой пьесы состоялась в январе 1956 года в Театре-студии киноактёра, в апреле — в Ленинградском театре комедии. В марте 1956 года Главное управление по делам искусств Министерства культуры РСФСР утвердило Е. Л. Шварца членом худсовета Ленинградского театра комедии.
После нескольких инфарктов, когда врачи прописали ему постельный режим, писатель впал в апатию и перестал работать в ожидании смерти, которую называл «самым длинным днём». Мрачно шутил, что подписался на 30-томное собрание сочинений Диккенса и гадает, на каком томе «это случится».
Умер 15 января 1958 года в Ленинграде. Последними его словами были «Катя, спаси меня!». 

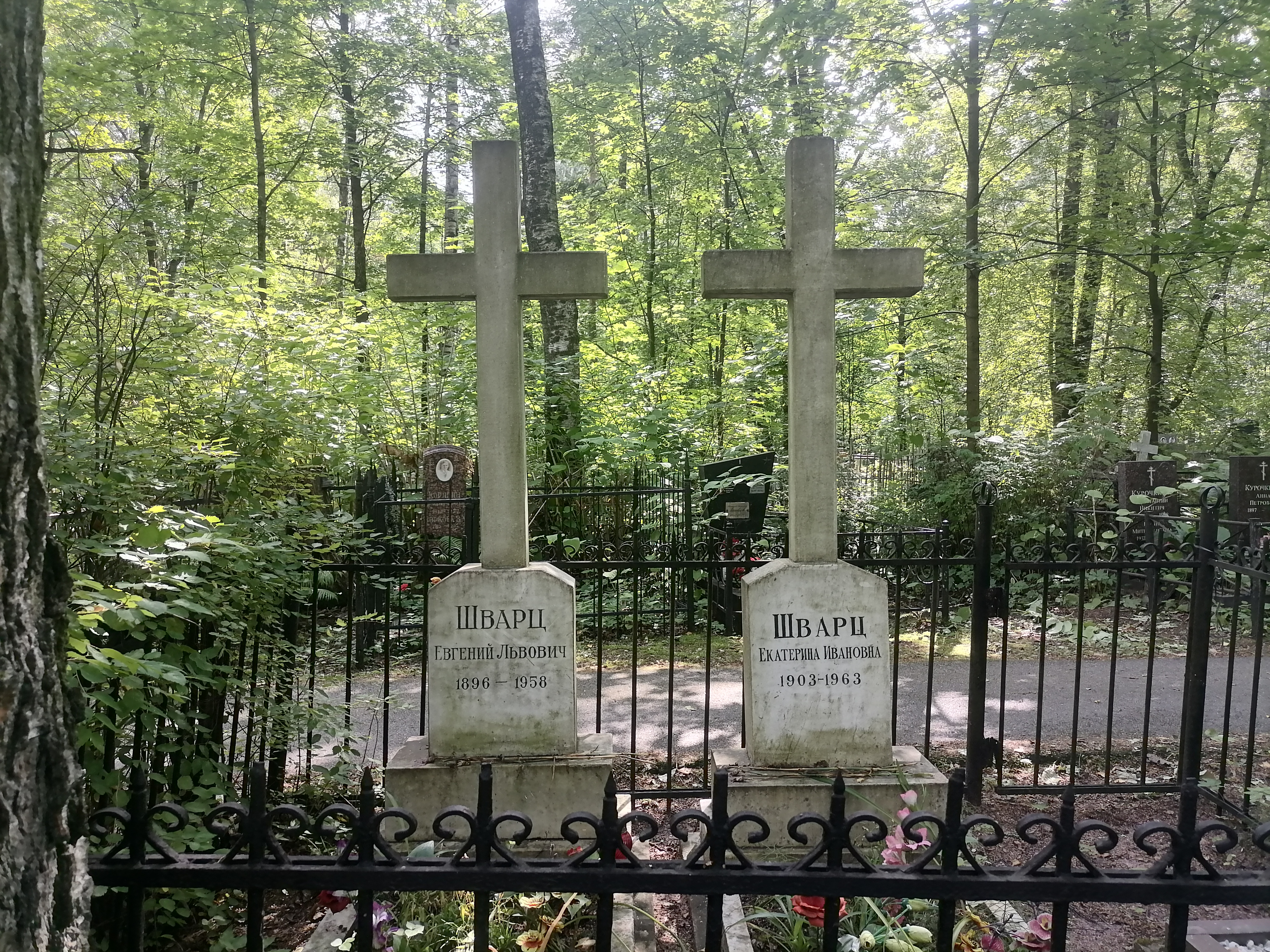
Могила на Богословском кладбище

Похоронен на Богословском кладбище (невская дорожка, уч. 36); на могиле — мраморный крест. Перед смертью Е. Л. Шварца соборовал ленинградский священник Е. В. Амбарцумов.

## Литературное кредо
С детства Евгений Шварц болезненно переживал трагические страницы литературы и старался пропускать в книгах «опасные места». В своих произведениях он старательно избегал безысходности, даже в драме «Одна ночь» (1942) о блокадном Ленинграде он даёт зрителям надежду. В «Обыкновенном чуде» в 1944 году устами Эмилии озвучена позиция автора: «Стыдно убивать героев для того, чтобы растрогать холодных и расшевелить равнодушных. Терпеть я этого не могу».
Пафос творчества Шварца — современность, которая звучит в образной иносказательной форме, в ассоциативном строе пьес, в тематике. Шварц — создатель оригинальной массовой драматургии, организованной по принципу лирической поэзии.

## Адреса в Ленинграде (ныне Санкт-Петербург)
- 1920-е—1935 — Моховая ул., д. 39[31].

Доска в память о добром сказочнике Евгении Шварце (1896—1958) в Санкт-Петербурге

- 1935—1955 — дом Придворного конюшенного ведомства («писательская надстройка») — Набережная канала Грибоедова, д. 9.
- 1955—1958 — Жилой дом Литфонда — Писательский дом, Малая Посадская ул., д. 8.

## Семья
- Брат — Валентин Львович Шварц (1902—1988), инженер.
- Первая жена (1920—1930) — актриса Гаянэ Николаевна Халайджиева (по сцене Холодова, 1898—1983). Оставила воспоминания о первом муже «Чистая душа» (1965).
  - Дочь — Наталья Евгеньевна Крыжановская (1929—1995). Вскоре после её рождения Шварц оставил семью. Наталья Евгеньевна была замужем за энтомологом Олегом Леонидовичем Крыжановским.
    - Внук — поэт Андрей Олегович Крыжановский (1950—1994)[32].
    - Внучка — Мария Олеговна Крыжановская (род. 1954).
- Вторая жена — Екатерина Ивановна Зильбер (в девичестве Обух, 1904—1963), в первом браке была замужем за композитором Александром Александровичем Зильбером (псевдоним Ручьёв, 1899—1970), братом писателя Вениамина Каверина и иммунолога Льва Зильбера[33]. Покончила жизнь самоубийством[34].
- Двоюродный брат — Антон Исаакович Шварц (1896—1954), заслуженный артист РСФСР, чтец-декламатор. С ним Е. Л. Шварц жил в одной комнате в студенческие годы и был близок всю жизнь.

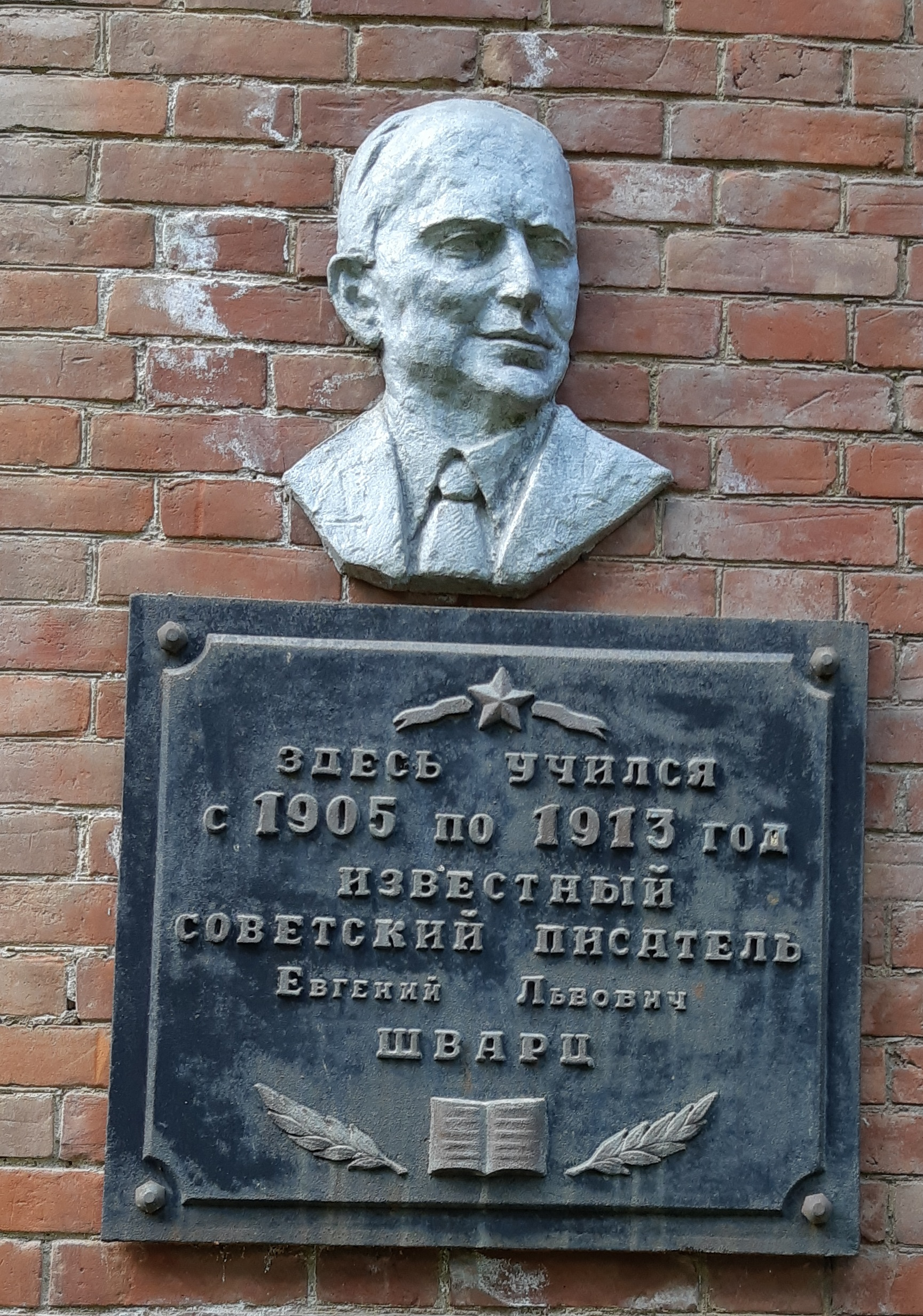
Мемориальная доска на здании бывшего реального училища: улица Пушкина, 173, Майкоп, Адыгея

## Награды
- орден Трудового Красного Знамени (28.12.1956)
- медали

## Память
- В Майкопе на здании бывшего реального училища (ныне 5-я гимназия), где учился Е. Шварц, установлена мемориальная доска. В 2021 году гимназии присвоено имя Евгения Львовича Шварца[36].
- В Майкопе имя Евгения Шварца присвоено пешеходной аллее[37].
- В Санкт-Петербурге именем писателя названа улица — аллея Евгения Шварца.
- В 1996 году, к 100-летию со дня рождения Е. Л. Шварца в Санкт-Петербурге, на доме № 8 по Малой Посадской улице, где он жил, установлена мемориальная доска.
- В октябре 2020 года в Майкопе под руководством внучки писателя Марии Крыжановской был создан волонтёрский проект «Дом Шварца», который реализует различные мероприятия по увековечению памяти Евгения Шварца. В 2022 году в рамках проекта был запущен туристический маршрут по 15-ти историческим зданиям города, связанным с именем писателя[38][39].

## Сочинения

### Пьесы
- 1928 — «Ундервуд» — пьеса в 3 действиях
- 1932 — «Пустяки» — пьеса для кукольного театра
- 1934 — «Клад» — сказка в 4 действиях
- 1934 — «Принцесса и свинопас»
- 1934 — «Голый король» — сказка в 2 действиях
- 1934 — «Приключения Гогенштауфена» — пьеса
- 1936 — «Красная Шапочка» — сказка в 3 действиях
- 1939 — «Снежная королева» — сказка в 4 действиях на андерсеновские темы
- 1939 — «Кукольный город» — пьеса для кукольного театра
- 1940 — «Тень» — сказка в 3 действиях
- 1940 — «Сказка о потерянном времени» — пьеса с прологом для Ленинградского государственного кукольного театра
- 1940 — «Брат и сестра»
- 1941 — «Наше гостеприимство»
- 1941 — «Под липами Берлина» (совместно с М. М. Зощенко) — антифашистская пьеса-памфлет
- 1942 — «Далекий край»
- 1943 — «Одна ночь» — пьеса в 3 действиях
- 1944 — «Дракон» — сказка в 3 действиях
- 1946 — «Сказка о храбром солдате» — пьеса для кукольного театра
- 1948 — «Сто друзей» — пьеса для кукольного театра
- 1948 — «Сказка о потерянном времени» — «пьеса в 3 действиях и 17 картинах для кукольных театров и тюзов»
- 1953 — «Два клёна» — сказка в 3 действиях
- 1956 — «Обыкновенное чудо» — сказка в 3 действиях
  - редакция под названием «Медведь» написана в 1954 году, но не опубликована.
- 1957 — «Повесть о молодых супругах» / «Первый год» — пьеса в 3 действиях

### Сценарии
- 1930 — Настоящие охотники (фильм). Автор надписей
- 1931 — Товарный 717. Немой фильм. Соавтор В. Петров. Режиссёр Н. И. Лебедев.
- 1934 — Разбудите Леночку (среднеметражный, в соавторстве с Николаем Олейниковым)
- 1936 — На отдыхе (фильм) (в соавторстве с Николаем Олейниковым)
- 1936 — Леночка и виноград (среднеметражный, в соавторстве с Н. М. Олейниковым)
- 1938 — Доктор Айболит
- 1945 — Зимняя сказка (в соавторстве с Иваном Ивановым-Вано), — мультипликационный, на музыку П. И. Чайковского
- 1947 — Золушка (сценарий 1945 года)
- 1948 — Первоклассница
- 1957 — Дон Кихот
- 1959 — Марья-искусница
- 1963 — Каин XVIII (сценарий 1947 года, по сказке «Два друга», — в соавторстве с Н. Р. Эрдманом)
- 1966 — Снежная королева

#### Нереализованные
- 1936 — «Красная шапочка» (мультфильм) (в соавторстве с Николаем Олейниковым)[40]

### Другие произведения
- 1925 — «Рассказы старой балалайки»,
- 1940 — «Сказка о потерянном времени» (разные варианты опубликованы в 1940, 1945 и 1948 годах),
- 1943 — «Два брата» (сказка),
- «Новые приключения кота в сапогах» (сказка)
- 1949 — «Первоклассница» (повесть),
- «Приключения Шуры и Маруси» (рассказ)
- «Рассеянный волшебник» (сказка)
- Стихи (1920-е — 1950-е годы)
- «Чужая девочка» (рассказ)
- 1982 — Мемуары. — Paris
- Дневники (опубликованы в 1989 году)

## Издания
- 1930 — «Карта с приключениями». — М.; Л.: ГИЗ.
- 1930 — «Ундервуд. Пьеса». — М.; Л.: ГИЗ.
- 1932 — «Приключения мухи». — Л.: 1932.
- 1933 — «Клад». Пьеса. — М.; Л.: 1933, 1934, 1936.
- 1937 — «Красная шапочка». — М.; Л.: 1937, 1939.
- 1939 — «Снежная королева». — М.; Л.: Искусство.
- 1940 — «Тень». — Л.: 1940.
- 1949 — «Наш завод». — М.; Л.: Детгиз, 1951.
- 1948 — «Сказка о потерянном времени». — М.; Л.: Детгиз.
- 1949 — «Первоклассница». — М.; Л.: Детгиз.
- 1947 — «Первоклассница»: Киносценарий. — М.: Госкиноиздат.
- 1956 — «„Тень“ и другие пьесы». — Л.: Советский писатель.
- 1958 — «Повесть о молодых супругах». — М.; Л.: Искусство.
- 1962 — Пьесы. — М.; Л.: Советский писатель. — 30000 экз., суперобложка.
- 1990 — «Живу беспокойно...: Из дневников» / Сост., подгот. текста и примеч. К. Н. Кириленко. — Л.: Советский писатель: Ленингр. отд-ние. — 749 [2] с., [16] л. ил. — 100000 экз. — ISBN 5-265-00656-7.
- 1997 — «Телефонная книжка». — М.: Искусство.
- 2008 — «Позвонки минувших дней». — М.: Вагриус.
- 2008 — «Обыкновенное чудо» / Составитель и автор предисловия Александр Корин[41]. — М.: Эксмо.
- 2012 — «Собрание сочинений в 5 томах». — М.: Книжный клуб «Книговек». — ISBN 978-5-904656-53-9.
- 2012 — «Все произведения: Проза; Пьесы; Стихи». — М.: Астрель; Минск: Харвест. — ISBN 978-5-271-45713-5, ISBN 978-985-20-0267-7.
- 2013 — «Превратности судьбы. Воспоминания об эпохе из дневников писателя». — М.: АСТ. — ISBN 978-5-17-077685-6.

## Театральные постановки
Ленинградский ТЮЗ
- 1929 — «Ундервуд» — режиссёры А. А. Брянцев и Б. В. Зон
- 1933 — «Клад» — режиссёр Б. В. Зон
- 1938 — «Кот в сапогах» — режиссёр П. К. Вейсбрём
- 1939 — «Снежная королева» — режиссёр Б. В. Зон
- 1954 — «Два клёна» — режиссёр П. К. Вейсбрём

Ленинградский государственный кукольный театр
- 1932 — «Пустяки» — режиссёр Е. С. Деммени
- 1938 — «Красная Шапочка» — режиссёр Е. С. Деммени
- 1939 — «Кукольный город» — режиссёры Е. С. Деммени, Ю. С. Позняков
- 1941 — «Сказка о потерянном времени» — режиссёр М. М. Дрозжин
- 1947 — «Сказка о потерянном времени» — режиссёр Ю. С. Позняков

Московский ТЮЗ
- 1944 — «Далёкий край» — режиссёр А. Кричко

Театр Комедии
- 1940 — «Тень» — режиссёр Н. П. Акимов
- 1941 (12 августа) — «Под липами Берлина» — режиссёр Н. П. Акимов
- 1944 (4 августа) — «Дракон» — режиссёр Н. П. Акимов
- 1956 — «Обыкновенное чудо» — режиссёр Н. П. Акимов
- 1957 — «Повесть о молодых супругах»  — режиссёры Н. П. Акимов, М. В. Чежегов
- 1962 — «Дракон» — режиссёр Н. П. Акимов

ЦДТ
- 1948 — «Снежная королева» — режиссёры О. И. Пыжова, Б. Бибиков
- «Снежная королева» — режиссёр А. А. Некрасова

Московский Театр киноактёра
- 1956 — «Обыкновенное чудо» — режиссёр Э. П. Гарин

«Современник»
- 1960 — Голый король — режиссёр О. Н. Ефремов

Московский драматический театр имени К. С. Станиславского
- 1960 — «Снежная королева» — режиссёр Е. Ю. Завадский

Театр Дождей (Санкт-Петербург)
- 1997 — «Снежная королева» — режиссёр Наталья Никитина

Московский театр музыки и драмы Стаса Намина
- «Снежная королева» — режиссёр Г. В. Карпов

«Свободный Театр»
- 2003 — «Голый Король» — по сказкам Ханса Кристиана Андерсена и пьесе Е. Л. Шварца, режиссёр А. Л. Артименьев.

Театр «МЕЛ»
- 1994 — «Снежная королева» (спектакль театральной студии)
- 2005 — «Снежная королева» — режиссёр Е. Махонина
- 2006 — «Сказка о потерянном времени» — режиссёр Е. Махонина
- 2010 — «Голый король» — режиссёр А. В. Асташкина (спектакль театральной студии)

Театриум на Серпуховке п/р Терезы Дуровой
- 2006 — «Дракон» — режиссёр В. В. Мирзоев

Государственный музыкальный театр национального искусства п/р Владимира Назарова
- 2008 — «Тень» — режиссёр А. В. Назаров
- 2011 — «Золушка» — режиссёр А. В. Назаров

Немецкий театр
- 1947 — «Тень» — режиссёр Г. Грюндгенс

Театр на Юго-Западе
- 1981—2002 — «Дракон» — режиссёр В. Белякович

Пензенский областной драматический театр имени А. В. Луначарского
- 1953 — «Снежная королева» — режиссёр Ю. Мизецкий
- 1963 — «Два клёна» — режиссёр С. Шпанов
- 1988 — «Дракон» — режиссёр Валерий Белякович
- 1989 — «Два клёна» — режиссёр Анатолий Гуляев
- 1998 — «Красная Шапочка» — режиссёр Анатолий Гуляев
- 2009 — «Два клёна» — режиссёр Елена Бабаева
- 2010 — «Золушка» — режиссёр Герман Магнусов
- 2012 — «Обыкновенное чудо» — режиссёр Андрей Шляпин

Львовский театр юного зрителя
- 2004 — «Дракон» — режиссёр Евгений Лавренчук, продюсер Дмитрий Балашов

Ленинградский государственный театр им. Ленинского комсомола
- 1988 — «Дракон» — режиссёр Геннадий Егоров

Московский Художественный театр имени А.П. Чехова
- 2017 — «Дракон» — режиссёр Константин Богомолов

#### Русский драматический театр «Мастеровые» г. Набережные Челны
- 2007 — «Снежная королева» — режиссёр Валентин Ярюхин, заслуженный деятель искусств Республики Татарстан
- 2013 — «Золушка» — режиссёр Георгий Цнобиладзе

Казанский театр юного зрителя
- 2021 — «Тень» — режиссёр Петр Шерешевский

## Экранизации
- 1959 — Марья-искусница — режиссёр А. А. Роу
- 1963 — Каин XVIII по сказке «Два друга».
- 1964 — Обыкновенное чудо — авторы сценария и режиссёры Э. П. Гарин и Х. А. Локшина
- 1964 — Сказка о потерянном времени — автор сценария В. А. Лифшиц, режиссёр А. Л. Птушко
- 1966 — Снежная королева, режиссёр Геннадий Казанский
- 1971 — Тень — авторы сценария Ю. Т. Дунский, В. С. Фрид, режиссёр Н. Н. Кошеверова
- 1978 — Обыкновенное чудо — автор сценария и режиссёр Марк Захаров
- 1978 — Заколдованные братья (нем. Die verzauberten Brüder) — австрийский телефильм по пьесе «Два клёна»[42]
- 1988 — Убить дракона — авторы сценария Г. И. Горин, М. А. Захаров, режиссёр М. А. Захаров
- 1991 — Тень, или Может быть, всё обойдётся. По мотивам пьесы «Тень»; автор сценария и режиссёр М. М. Козаков, композитор В. С. Дашкевич

Мультфильмы
- 1978 — Сказка о потерянном времени[43]
- 1977 — Два клёна[44]
- 1990 — Сказка о потерянном времени (музыкально-кукольный фильм-спектакль) — режиссёр Дмитрий Генденштейн
- 2001 — «Два брата: История из России» (англ. «The Two Brothers: A Story from Russia») — серия мультипликационного сериала «Анимационные сказки мира» (англ. «Animated Tales of the World»)[45]
- 2004 — «Новогоднее приключение двух братьев» (Анимос).

#### Аудиоспектакли
- 2021 —  Два брата[46]